# Луан (річка)
Луан (фр.Loing) - річка басейну Сени в центральній частині Північної Франції, яка протікає через кілька регіонів і департаментів. Завдовжки річки становить 142 кілометри, а її басейн утворює історичну область Гатіне.
Витоки її розташовані біля містечка Сент-Коломб-сюр-Луен, на висоті 320 метрів над рівнем моря. На початку свого шляху річка тече на північний захід, потім повертає на північ і біля міста Сен-Мамме з лівого боку, на висоті в 85 метрів над рівнем моря, впадає в Сену.
Річка Луан судноплавна за допомогою каналів. Від Роньї-ле-Сет-Еклюз вздовж Луана йде Бріарський канал; від Боже поблизу Монтаржі починається проходить паралельно річці Луанський канал. Самі канали раніше мали більше значення - через них проходило постачання в Париж; тепер же вони використовуються в основному для відпочинку і туризму.
Луан в своїй течії перетинає регіони Бургундія (департамент Йонна), Центр — Долина Луари (департамент Луара) і Іль-де-Франс (департамент Сена і Марна). На річці розташовані міста Монтаржі, Немур, Грез-сюр-Луен, Море-сюр-Луен, Шатійон-Коліньї та інші.